# عبدالرحمان (بوکسور)
عبدالرحمان (انگلیسی: Abdul Rehman؛ زادهٔ ۱۴ آوریل ۱۹۳۸) بوکسور اهل پاکستان بود.